# Willi Hoepner
Willi Hoepner (* 21. Februar 1923 in Neumünster; † 28. Juli 1978 in Hamburg) war ein deutscher Boxer. Er war Europameister im Halbschwergewicht.

## Werdegang

### Amateurlaufbahn
Willi Hoepner wuchs in seiner Heimatstadt Neumünster auf und begann dort als Jugendlicher mit dem Boxen. 1941 wurde er mit 18 Jahren zum Militär eingezogen und konnte deshalb nicht mehr boxen. Erst nach Kriegsende konnte er diesen Sport wieder ausüben. Er entwickelte sich dabei zu einem hervorragenden Halbschwergewichtler, der vor allem durch technisches Können und Schlaghärte auffiel. 1947 und 1948 wurde er Meister der britischen Zone im Halbschwergewicht. Er gehörte damals der Boxstaffel von Holstein Kiel an.
1948 startete Willi Hoepner bei den ersten nach dem Zweiten Weltkrieg in Köln stattfindenden deutschen Meisterschaften. Im Halbschwergewicht siegte er dabei in der Vorschlussrunde über Armin Leipold vom VfB Coburg nach Punkten. Im Finale unterlag er aber überraschend gegen Heinz Sachs aus Krefeld durch K. o. in der 2. Runde. Dies war eine von zwei Niederlagen, die er während seiner gesamten Amateurlaufbahn bezog. Insgesamt absolvierte er 76 Amateurkämpfe, von denen er 73 gewann, 2 verlor und einmal unentschieden boxte.

### Profilaufbahn
Zu Beginn des Jahres 1949 unterzeichnete Willi Hoepner bei Manager Emil Jung einen Profivertrag. Sein Trainer wurde Otto Schmidt. Seinen ersten Profikampf bestritt er am 18. Juli 1949 in Hamburg gegen Siegfried Formella, den er durch K. o. in der 2. Runde gewann. Schon 1949 und 1950 verzeichnete er einige bemerkenswerte Siege. So schlug er am 18. Dezember 1949 in Berlin den deutschen Ex-Meister im Halbschwergewicht Willi Pietsch nach Punkten und gewann am 4. Juni 1950 gegen Rudi Pepper durch K. o. in der 1. Runde.
Am 6. September 1950 schlug Willi Hoepner in Hamburg den US-Amerikaner Lloyd Marshall, der vorher fast die gesamte deutsche Elite der Halbschwergewichtsboxer besiegt hatte, nach Punkten. Dieser Sieg machte ihn mit einem Schlag bekannt. Am 9. Februar 1951 erlitt Willi Hoepner aber einen herben Rückschlag, als er gegen Dieter Hucks aus Moers durch K. o. in der 3. Runde verlor. Er ließ sich in seinem Vorwärtsstreben trotzdem nicht aufhalten und wurde am 7. Juli 1951 durch einen K.-o.-Sieg in der 3. Runde über Heins Sachs deutscher Meister im Halbschwergewicht.
Willi Hoepner verteidigte diesen Titel am 2. November 1951 und am 23. August 1952 jeweils in Hamburg durch Punktsiege über Gerhard Hecht aus Berlin und Heinz Sachs erfolgreich. Am 21. November 1952 verlor er den DM-Titel dann aber in Berlin durch eine Punktniederlage über 12 Runden gegen Gerhard Hecht. Danach gewann Willi Höpner im Jahre 1953 und in der 1. Jahreshälfte 1954 12 Kämpfe und kämpfte einmal gegen Hans Stretz aus Erlangen unentschieden. Mit Ausnahme von Stretz und dem Holländer Willy Schagen, den er am 16. Mai 1953 in der 4. Runde ausknockte, waren aber keine Gegner darunter, gegen die er sich hätte weiter profilieren können.
Am 21. Mai 1954 gewann Willi Hoepner in Kiel durch einen K.-o.-Sieg in der 2. Runde über Heinz Sachs erneut den deutschen Meistertitel im Halbschwergewicht. Danach kämpfte Willi Hoepner bis zu seinem Karriereende am 12. Dezember 1958 gegen einen schweren Gegner nach dem anderen. Am 11. März 1955 gewann er in Hamburg im Kampf gegen Gerhard Hecht auch den Europameistertitel durch einen technischen K.-o.-Sieg in der 2. Runde. Am 12. Juni 1955 verlor er diesen Titel und den deutschen Meistertitel dazu in Dortmund durch eine technische K.-o.-Niederlage an seinen alten Rivalen Gerhard Hecht. Insgesamt hatte Hoepner 5 Kämpfe gegen Hecht, von denen er 3 gewann.
Am 25. November 1955 gewann Willi Hoepner in Hamburg den deutschen Meistertitel, den Gerhard Hecht kampflos niedergelegt hatte, erneut durch einen Punktsieg über William Besmanoff aus Berlin. Im Jahre 1958 musste Willi Hoepner dann zwei schwere Niederlagen gegen Erich Schöppner einstecken. Zunächst verlor er gegen diesen im Kampf um die deutsche Meisterschaft am 22. Februar 1958 in Dortmund durch K. o. in der 1. Runde, danach ging er gegen Schöppner am 12. Dezember 1958 in der 5. Runde K. o. Schöppner hatte in diesem Kampf seinen deutschen Meistertitel und seinen Europameistertitel, den er am 30. Mai 1958 durch einen Sieg über den Italiener Artemio Calzavara gewonnen hatte, zu verteidigen.
Willi Hoepner versuchte auch, sich in der Weltrangliste im Halbschwergewicht auf vorderen Plätzen zu etablieren. Er verlor aber am 28. November 1956 in Milwaukee, USA, einen Kampf gegen Chuck Spieser durch K. o. in der 2. Runde. Sein Punktsieg über Yolande Pompey aus Trinidad am 10. Mai 1957 in Hamburg reichte deswegen nicht aus, ihn für weitere einträgliche Kämpfe in den Vereinigten Staaten interessant zu machen.
Nach den schweren Niederlagen gegen Erich Schöppner beendete Willi Hoepner seine Laufbahn als aktiver Boxer. Er blieb diesem Sport jedoch als Trainer erhalten. U.a. war er in mehreren afrikanischen Staaten Nationaltrainer und betreute in dieser Eigenschaft die Boxer Nigerias bei den Olympischen Spielen 1972 in München.
1975 kehrte Hoepner nach Hamburg zurück und litt zu dieser Zeit bereits unter einer Viruserkrankung, von der er sich nie richtig erholte. Er starb in einem Hamburger Krankenhaus.